# Посёлок Русаковского лесничества
Посёлок Русаковского лесничества — населённый пункт в Кайбицком районе Татарстана в 7 км от Больших Кайбиц. Входит в состав Кушманского сельского поселения.
В посёлке 2 улицы: Залесная и Камала.

## География
Посёлок расположен в 7,5 км к югу от автодороги Куланга — Большие Кайбицы.

## Лесничество
Постановлением Совета Министров ТАССР от 20.07.1981 г. N 409 Русаковское лесничество получило статус памятника природы. До 2008 года лесничество называлось «Русаковское лесничество Кайбицкого спецсемлесхоза», затем название было изменено на «Русаковское участковое лесничество Государственного бюджетного учреждения Республики Татарстан „Кайбицкое лесничество“».